# Я її добре знав
«Я її добре знав» (італ. Io la conoscevo bene) — італійський фільм режисера Антоніо П'єтранджелі 1965 року. Фільм був внесений до списку 100 італійських фільмів, які потрібно зберегти (100 film italiani da salvare), від післявоєнних до 80-х років.

## Сюжет
Молода і гарна селянка Адріана Астареллі (Стефанія Сандреллі) переїжджає до Рима, щоб знайти свій шлях у світі акторів, журналістів та моделей. Вона наївна, неосвічена і живе навіть не днем, а хвилиною, щедро даруючи свою любов за порухом серця. Незабаром у неї з'являється сумнівна порадниця, яка хоче зробити з неї фотомодель і вводить її до кола фотографів та дизайнерів. Та поступово через підлість і приниження Адріана починає усвідомлювати істинну природу цього блискучого шоу.

## Ролі виконують
- Стефанія Сандреллі — Адріана Астареллі
- Маріо Адорф[it] — Еміліо Річчі
- Жан-Клод Бріалі — Даріо
- Ніно Манфреді — Чянфанна
- Енріко Марія Салерно — Роберто
- Уго Тоньяцці — Джіджі Баджіні
- Франко Фабріці — Паганеллі
- Турі Ферро — комісар

## Навколо фільму
- Міст, який видно з вікна Адріани у кінці фільму, є міст Тестаччо над рікою Тибр у Римі, що з'єднує XX район Риму Тестаччо з залізничним вокзалом Трастевере. Адреса помешкання Адріани: Lungotevere Portuense (бульвар, що проходить уздовж річки Тибр у Римі), 158, 00153 Roma, Італія.
- У фінальній сцені фільму звучить популярна у 1965 році безжурна мелодія танцю летка-єнка (Letkis), який був створений на початку 1960-х років фінським композитором Рауно Лехтіненом[fi]. Грамплатівки з мелодією танцю вийшли в 92 країнах світу.

## Нагороди
- 1966 Премія «Срібна стрічка» Італійського національного синдикату кіножурналістів:
  - режисерові найкращого фільму — Антоніо П'єтранджелі
  - за найкращий сценарій[it] — Руджеро Маккарі, Етторе Скола, Антоніо П'єтранджелі
  - найкращому акторові другого плану[it] — Уго Тоньяцці
- 1966: Премія «Золотий кубок» (Італія):
  - найкращому режисерові[it] — Антоніо П'єтранджелі
- 1966 Премія на Міжнародному кінофестивалі у Мар-дель-Плата, (Аргентина):
  - найкращий режисер — Антоніо П'єтранджелі